# نيكو هيدالغو
نيكو هيدالغو (بالإسبانية: Nico Hidalgo)‏ (30 أبريل 1992 - 1 مارس 2025) هو لاعب كرة قدم إسباني في مركز الوسط. لعب مع نادي غرناطة ويوفنتوس ونادي مُطريل ‏ وريكريتيفو غرناطة ‏.

## وصلات خارجية
- نيكو هيدالغو على موقع قاعدة بيانات كرة القدم.إي يو (الإنجليزية)
- نيكو هيدالغو على موقع Soccerway.com (الإنجليزية)
- نيكو هيدالغو على موقع AS.com (الإسبانية)